# Gnomeskelus falcifer
Gnomeskelus falcifer är en mångfotingart som beskrevs av Karl Wilhelm Verhoeff 1939. Gnomeskelus falcifer ingår i släktet Gnomeskelus och familjen Dalodesmidae. Inga underarter finns listade i Catalogue of Life.